# Stará bydliště
Stará bydliště je básnická sbírka, sepsaná Ivanem Blatným v exilu v Anglii mezi lety 1969 a 1977. Jednotlivé básně sesbírala Blatného pečovatelka Frances Meachamová, která je zaslala Josefu Škvoreckému. Sestavením byl pověřen Antonín Brousek, díky němuž vyšla sbírka roku 1979 v ’68 Publishers. Po vydání sbírky se zvedla vlna popularity Ivana Blatného nejen ve světě, ale i v tehdejším Československu, kde byl považován za již zesnulého. Druhé vydání, obohacené o dvě básně (Podzim III. a Sonety), vydalo nakladatelství Petrov v Brně. 

## Obsah
Sbírka obsahuje celkem 77 básní, které jsou rozděleny do čtyř částí – „Ohrady“, „Odkud jsme přišli“, „Jména“ a „Azurové prádlo“. Básně v první části („Ohrady“) Blatný umisťuje do Anglie a prostředí léčebny, kde básně psal. Druhá část se přesouvá do rodné země, třetí část („Jména“) se ve vzpomínkách vrací k pobytu ve Francii. V této části Blatný vzpomíná na přátele, zážitky a své mládí. V poslední části se na rozdíl od prvních tří propojuje současná a minulá časová rovina, stejně tak prostorová. 

## Témata a motivy
Blatný ve sbírce tematizuje vzpomínky na domov a přátele. Leitmotivem je tedy vzpomínání a minulost. Dále zpracovává motivy samoty, opuštění, smrti, stesku a nostalgie. Ačkoli se na základě těchto témat zdá, že je sbírka pochmurná, není tomu tak. Lyrický subjekt láskyplně vzpomíná na domov a zážitky, přesto je stesk znatelný. Dále se vyskytují prvky nostalgie, optimismu, nadpřirozena i magického realismu.

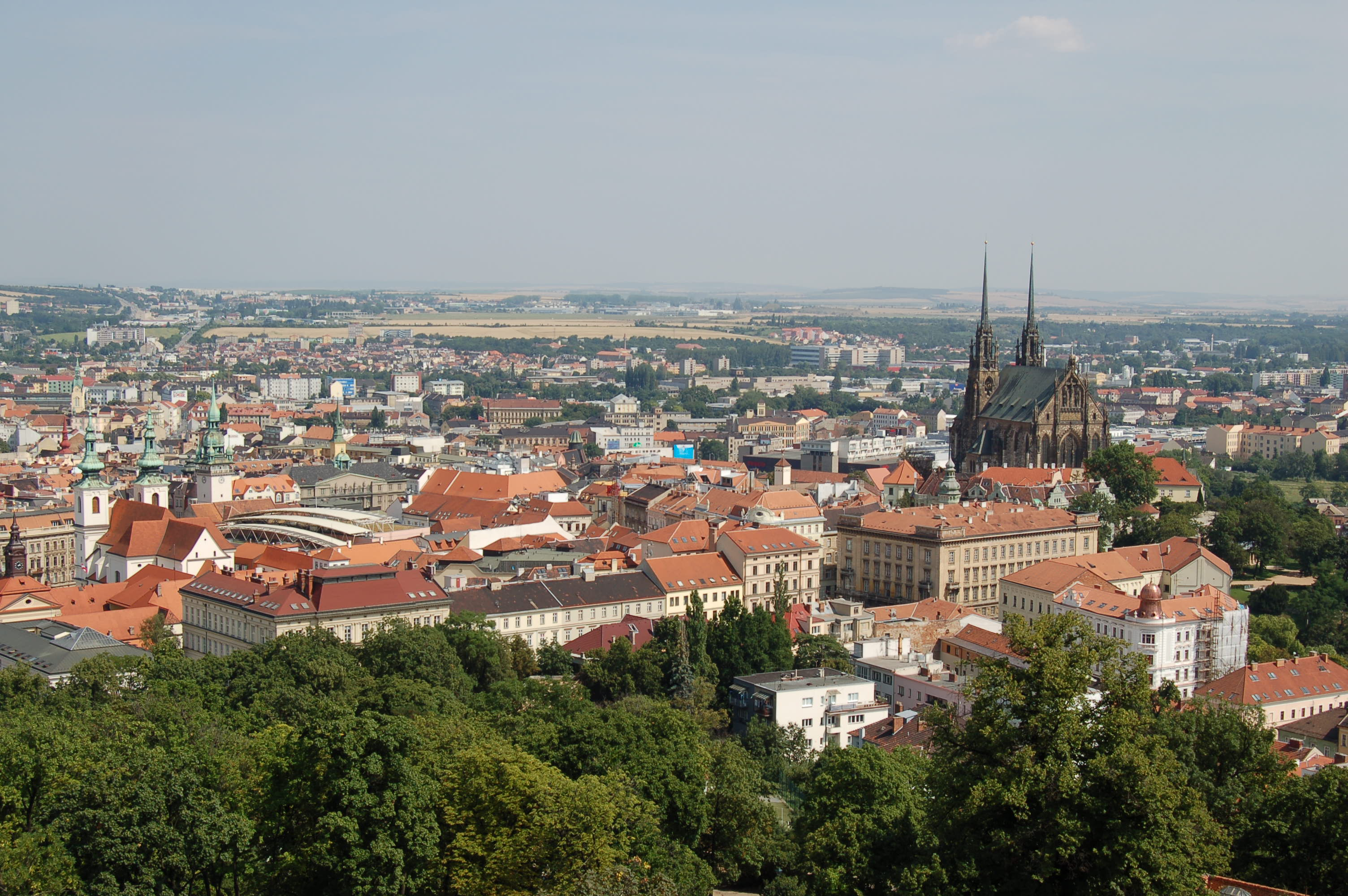
Rodné Brno, na které Blatný vzpomíná v některých svých básních

Významnou roli hraje v této Blatného sbírce čas. V básních autor reflektuje jak minulost, tak současnost svého života, a často v nich lze pozorovat prvky nostalgie a optimismu. Čas se však stává absolutním, což je patrné například v titulní básni Stará bydliště, kde lyrický subjekt oslovuje svého kocoura. Připouští si, že kocour už nemusí být živý, přesto k němu hovoří, jako by byl.
| „                             | „Maqui, kocourku můj, co dělíš, ještě žiješ? Musíš být velmi stár a znaven, jak je ti? Je ještě v knihovně ta krásná poezie, jsou ještě v knihovně Štolbovy paměti?“ | “ |
| — Ivan Blatný, Stará bydliště | |   |